# Raquel Rocha (triatleta)
Raquel Rocha (1993) es una deportista portuguesa que compite en triatlón. Ganó una medalla de bronce en el Campeonato Europeo de Triatlón de Media Distancia de 2022.

## Palmarés internacional
| Campeonato Europeo | Campeonato Europeo | Campeonato Europeo | Campeonato Europeo |
| Año                | Lugar              | Medalla            | Prueba             |
| ------------------ | ------------------ | ------------------ | ------------------ |
| 2022               | Bilbao (España)    | Medalla de bronce  | Individual         |